# David Popescu
David Popescu, romunski general, * 26. maj 1886, † 11. april 1955.